# 费扬
费扬（法語：Feillens，法語發音：[fɛjɑ̃]）是法国东部安省的一个市镇，属于布雷斯地区布尔格区。

## 地名
该地名“Feillens”发音为[fɛjɑ̃]，字母“s”不发音，《世界地名翻译大辞典》与《世界地名译名词典》将其误译作“费扬斯”。

## 地理
费扬（46°20'9"N, 4°53'28"E）面积14.91 平方千米，位于法国奥弗涅-罗讷-阿尔卑斯大区安省，该省份为法国东部省份，北起汝拉省，西北接索恩-卢瓦尔省，西接罗讷省和里昂大都会，南至伊泽尔省，东与萨瓦省、上萨瓦省和瑞士接壤。
与费扬接壤的市镇（或旧市镇、城区）包括：芒济亚、勒普隆日、韦西讷、桑塞、巴热-多马坦。
费扬的时区为UTC+01:00、UTC+02:00（夏令时）。

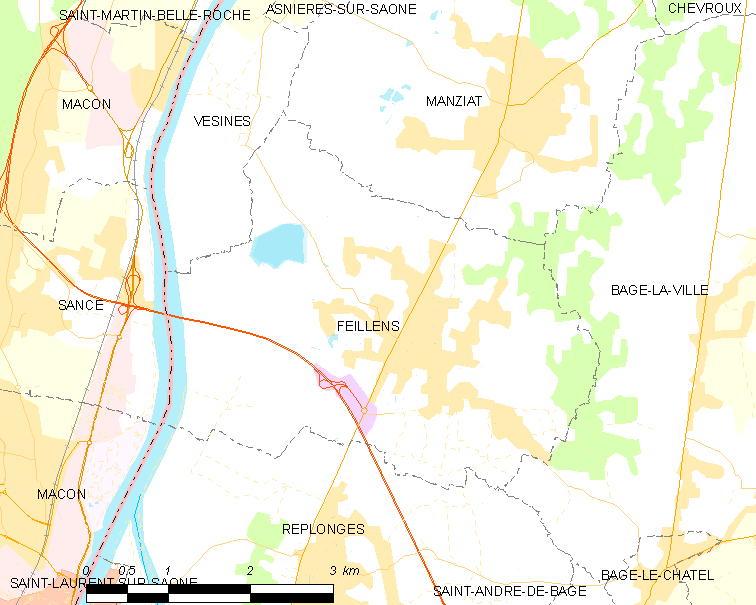
费扬的OSM定位图

## 行政
费扬的邮政编码为01570，INSEE市镇编码为01159。

## 政治
费扬所属的省级选区为勒普隆日县。

## 人口

1962-2008年间费扬人口变化图示

费扬于2022年1月1日时的人口数量为3388人。